# アンドリュー・V・マクラグレン
アンドリュー・ヴィクター・マクラグレン（Andrew Victor McLaglen, 1920年7月28日 - 2014年8月30日 ）は、イギリス・ロンドン出身のアメリカ合衆国の映画監督。アンドリュー・マクラグレン（Andrew McLaglen）ともクレジットされる。俳優・ヴィクター・マクラグレンの息子。
ジョン・フォード監督の『静かなる男』などいくつかの映画で助監督や第二班監督を務めたのち、1956年に監督デビュー。西部劇や戦争映画・アクション映画を多く監督した。特に西部劇ではジョン・ウェインやジェームズ・ステュアートを主演に撮った秀作が多く、ジョン・フォードの後継者と期待された。しかし、その後は作品の出来不出来が激しく、テレビ映画中心となった。
2014年8月30日にワシントン州・サン・ホアン諸島の自宅で死去。94歳。

## 主な作品
- ケンタッキー少年魂 The Little Shepherd of Kingdom Come (1956) 劇場未公開
- ペリー・メイスン Perry Mason (1958 - 1960) テレビドラマ、7話分
- ローハイド Rawhide (1959 - 1962) テレビドラマ、6話分
- マクリントック McLintock! (1963)
- シェナンドー河 Shenandoah (1965)
- スタンピード The Rare Breed (1966)
- 大西部への道 The Way West (1967)
- コマンド戦略 The Devil's Brigade (1967)
- バンドレロ Bandolero! (1968)
- ヘルファイター Hellfighters (1968)
- 大いなる男たち The Undefeated (1969)
- チザム Chisum (1970)
- ディズニーランド Disneyland (1970 - 1978) テレビドラマ、5話分
- 最後の弾丸 One More Train to Rob (1971)
- テキサス大強盗団 Something Big (1971) テレビ映画、製作も
- 愚者の行進 Fool's Parade (1971) 劇場未公開、製作も
- ビッグケーヒル Cahill U.S. Marshal (1973)
- ヘロイン大追跡 Mitchell (1975) 劇場未公開
- 大いなる決闘 The Last Hard Men (1976)
- ワイルド・ギース The Wild Geese (1978)
- 戦争のはらわたII Breakthrough (1978) 劇場未公開
- 北海ハイジャック North Sea Hijack (1979)
- シーウルフ The Sea Wolves (1980)
- サハラ Sahara (1983)
- 引き裂かれた祖国/ブルー&グレイ The Blue and the Gray (1983) テレビ映画
- ダーティ・ヒーロー/地獄の勇者たち The Dirty Dozen: The Next Mission (1985) テレビ映画
- 鷲の翼に乗って On Wings of Eagles (1986) テレビ映画
- 戦場にかける橋2/クワイ河からの生還 Return from the River Kwai (1989)
- プリンス・マルコ/地中海の標的 Eye of the Widow (1991)